# 鍵田節哉
鍵田 節哉（かぎた せつや、1937年4月20日 - 2012年8月17日）は、日本の元政治家。元衆議院議員（通算2期）。

## 概要
奈良県生駒郡平群町出身。1958年にゼンキン連合（現JAM）に入局。以後、連合大阪事務局長等を歴任。
1996年に行われた第41回衆議院議員総選挙で新進党公認で比例近畿ブロックから出馬し、初当選を果たす。以後2期連続当選。いずれも比例近畿ブロックでの単独出馬であった。
議員在職中は民社協会に所属。厚生労働委員、民主党労働部会長等を務めた。また、民主党「ホームレス問題対策ワーキングチーム」の座長を務めた。2003年の衆議院議員選挙には出馬せず引退を表明した。引退後は民主党大阪府連顧問、財団法人労使関係研究協会副会長・関西支局長などを務めた。
2007年、旭日中綬章を受章。
2012年8月17日、肝臓がんのため死去。75歳没。